# Sinus Honoris
Sinus Honoris (Latijn voor 'baai van de eer') is een driehoekig aanhangsel met laag albedo omstreeks de westnoordwestelijke rand van Mare Tranquillitatis op de naar de Aarde toegekeerde kant van de Maan. De herkenbaarheid en zichtbaarheid van Sinus Honoris is het gunstigst tijdens volle maan, omdat gedurende deze fase het werkelijke aantal baaien aan de maanzeeën pas echt merkbaar wordt.

## Helder inslagkratertje
Het meest opvallende detail aan Sinus Honoris is het heldere stervormige inslagkratertje aan de spits toelopende noordwestelijke hoek van deze baai. Het heldere ejectagebied rondom het inslagkratertje zelf kan met behulp van relatief kleine amateurtelescopen worden opgespoord. De beste maanfase om dit helderwitte puntje te zien te krijgen is tijdens volle maan. Een vergelijkbaar helder stervormig inslagkratertje is te vinden in het noordelijke gedeelte van Mare Smythii, dicht tegen de noordelijke rand ervan.

## Orbitale Hasselbladfotografie Apollo 15
Het heldere stervormige inslagkratertje ten noordwesten van Sinus Honoris werd gedurende de zomer van 1971 vanuit orbit gefotografeerd door astronaut Alfred Worden van Apollo 15 aan boord van het rondcirkelende moederschip Endeavour. Zes Hasselbladfoto's tonen close-ups van betreffend inslagkratertje met uitzonderlijk hoog albedo:
- AS15-92-12545
- AS15-92-12546
- AS15-92-12547
- AS15-92-12548
- AS15-92-12551
- AS15-93-12678 (de enige kleurenfoto in deze reeks)

## Maanatlassen
- Times Atlas of the Moon, edited by H.A.G. Lewis (in deze atlas, gemaakt in 1969, bestond de benaming Sinus Honoris nog niet).
- Antonin Rukl: Moon, Mars and Venus (pocket-maanatlasje, de voorganger van Rukl's Atlas of the Moon).
- Antonin Rukl: Atlas of the Moon.
- Ben Bussey, Paul Spudis: The Clementine Atlas of the Moon, revised and updated edition.
- Charles A. Wood, Maurice J.S. Collins: 21st Century Atlas of the Moon.